# Circuit des Platanes
Le circuit des Platanes,, était un circuit automobile urbain long de 2,538 km et situé dans la ville de Perpignan.
Il doit son nom à la promenade des Platanes ; et son tracé empruntait les boulevards et les cours ceinturant la promenade précitée et le square Bir-Hakeim, — à savoir, les boulevards Jean-Bourrat et Wilson ainsi que les cours François-Palmarole et Marie-Louis-de-Lassus, — et comportait deux virages en épingles — l'un devant le Castillet et l'autre devant le monument de 1870.
Le circuit a accueilli à quatre reprises le Grand Prix du Roussillon, en 1946, 1947, 1948 et 1949.